# Leberbach
Leberbach ist ein Weiler in der Gemarkung Weschnitz, einem Ortsteil der Gemeinde Fürth (Odenwald) im hessischen Landkreis Bergstraße.

## Geographische Lage
Leberbach liegt am Westrand der Gemarkung Weschnitz und östlich der Kerngemeinde Fürth in dem engen Kerbtal, das die Weschnitz in Nordwest-Richtung in den Tromm-Odenwald eingeschnitten hat, der zum Vorderen Odenwald gehört. Der Weiler besteht aus 13 mit Hausnummern versehenen Wohngrundstücken, die sich mit Abständen zu beiden Seiten der Weschnitz aufreihen. Die Talhänge erheben sich steil über den Häusern und sind überwiegend bewaldet. Die nächstgelegenen Ortschaften sind Weschnitz im Osten und Brombach im Westen.

## Geschichte
Nach dem Übergang des Kurmainzer Amtes Fürth, in dessen Gebiet Leberbach lag, an die Landgrafschaft Hessen-Darmstadt infolge des Reichsdeputationshauptschlusses von 1803 und der Gründung des Großherzogtums Hessen, in dem die Landgrafschaft aufging, wurde 1821 eine umfassende Verwaltungsreform durchgeführt.
In der Statistisch-topographisch-historische Beschreibung des Großherzogthums Hessen von 1829 wird dann Leberbach wie folgt erwähnt:

„Leberbach (L. Bez. Lindenfels) Wohnungen. Besteht aus mehreren Häusern, die in einem Thale zerstreut und bei Weschnitz liegen.“

Nach dem im Großherzogtum 1832 die Verwaltungseinheiten weiter vergrößert und Kreise geschaffen wurden, schrieb 1845 die
Neuestes und gründlichstes alphabetisches Lexicon der sämmtlichen Ortschaften der deutschen Bundesstaaten über Leberbach und Weschnitz:

„Weschnitz bei Lindenfels. — Dorf, zur evangel. Pfarrei Hammelbach, resp. katbol. Pfarrei Fürth gehörig. — 15 H. 137 (meistens kathol.) E. — Großherzogthum Hessen. — Provinz Starkenburg. — Kreis Heppenheim. — Landgericht Fürth. — Hofgericht Darmstadt. — Das Dorf Weschnitz, nicht weit von den Weschnitzquelle gelegen, hat eine Mahlmühle, und auf einer Anhöhe steht eine kleine Kapelle, der heil. Walpurgis geweiht. — Bis zum J. 1802 war der Ort Mainzisch. — Zu dem Dorfe gehören das einzelne Haus, Neu-Lechtern genannt, 8 Häuser in der Leberbach und 2 Häuser auf dem Stockacker.“

„Leberbach, in der, b. Weschnitz. – Einzelne Häuser zur kathol. Pfarrkirche Fürth gehörig. – 6 H. 46 E. – Groß Herzogthum Hessen. – Provinz Starkenburg. – Kreis Heppenheim. – Landgericht Fürth. – Hofger. Darmstadt. – Der Ort Leberbach besteht aus mehreren, in einem Thale zerstreut liegen den Häusern.“

In den Statistiken des Großherzogtums Hessen wird Leberbach, bezogen auf Dezember 1867, als Teil der Gemarkung und Gemeinde Weschnitz genannt:
„Leberbach mit 11 Häusern und 63 Einwohnern.“
Im Zuge der Gebietsreform in Hessen schloss sich die Gemeinde Weschnitz, und damit auch der zur Gemarkung Weschnitz gehörige Weiler Leberbach, zusammen mit Ellenbach am 31. Dezember 1970 der Gemeinde Fürth an. Für Weschnitz wurde wie für alle nach Fürth eingegliederten Gemeinden ein Ortsbezirk mit Ortsbeirat und Ortsvorsteher eingerichtet.
Zu weiteren Details der Geschichte siehe: Weschnitz.
Genannt wird Leberbach auch noch in Müllers Großes Deutsches Ortsbuch 2012 mit folgendem Eintrag:
Leberbach Ortsteil 65 Einwohner – 226 m (Höhe) – P 54658 Gemeinde Fürth – Hessen – Bahnhof 5 km Fürth (Odenwald), Mörlenbach, Weinheim (Bergstraße).

## Verkehr
Leberbach liegt an der als Siegfriedstraße bekannten Bundesstraße 460 und an einer von dieser abzweigenden und parallel laufenden Gemeindestraße, die den Namen Leberbach trägt.
Im Bereich des Weilers Leberbach gibt es seit 2010 Planungen für den Ausbau der Bundesstraße 460 auf einer Länge von 566 Meter. Zweck ist unter anderem die Beseitigung eines Unfallpunktes.